# Uitgeest

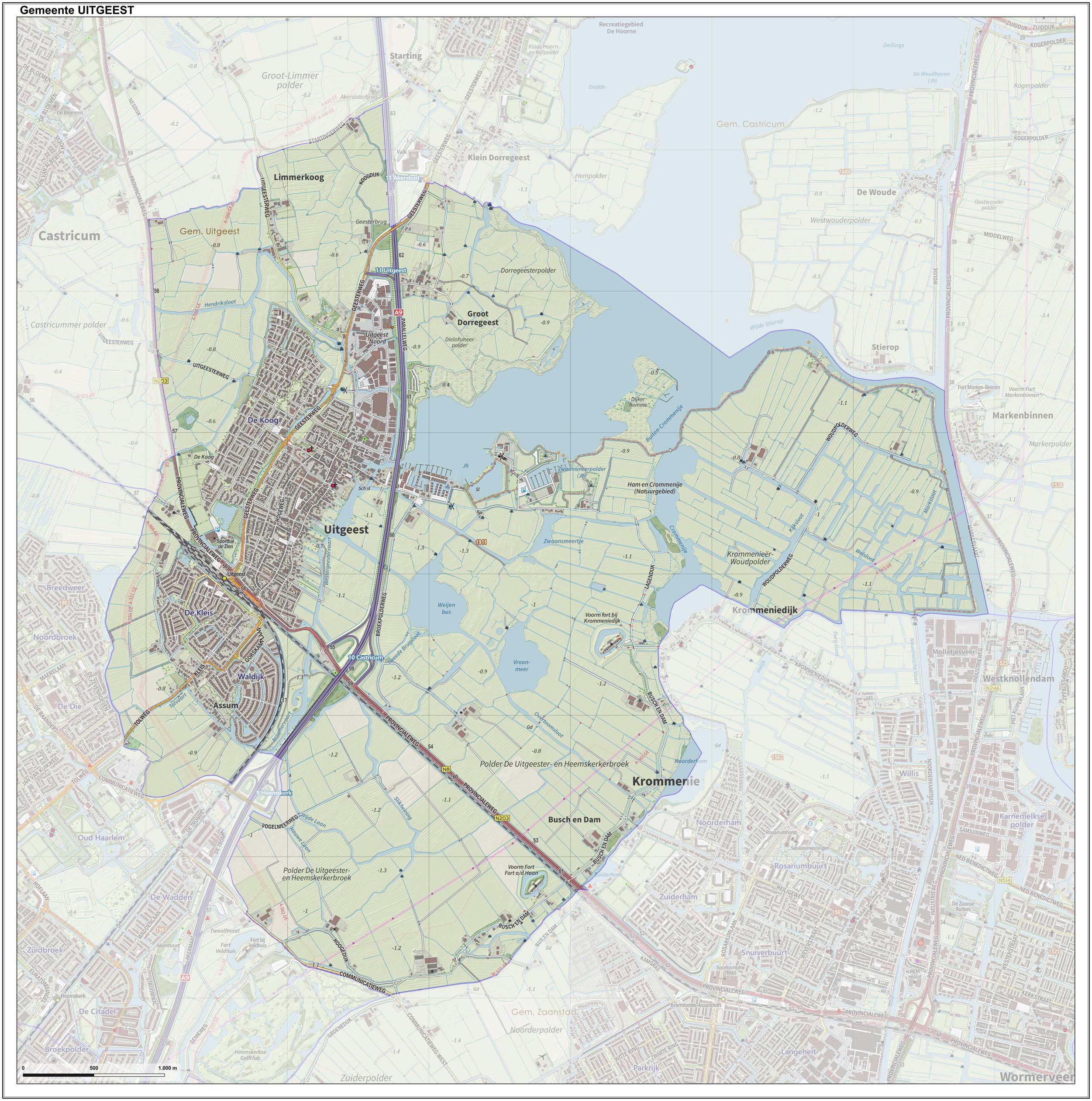
Topografische gemeentekaart van Uitgeest, september 2022

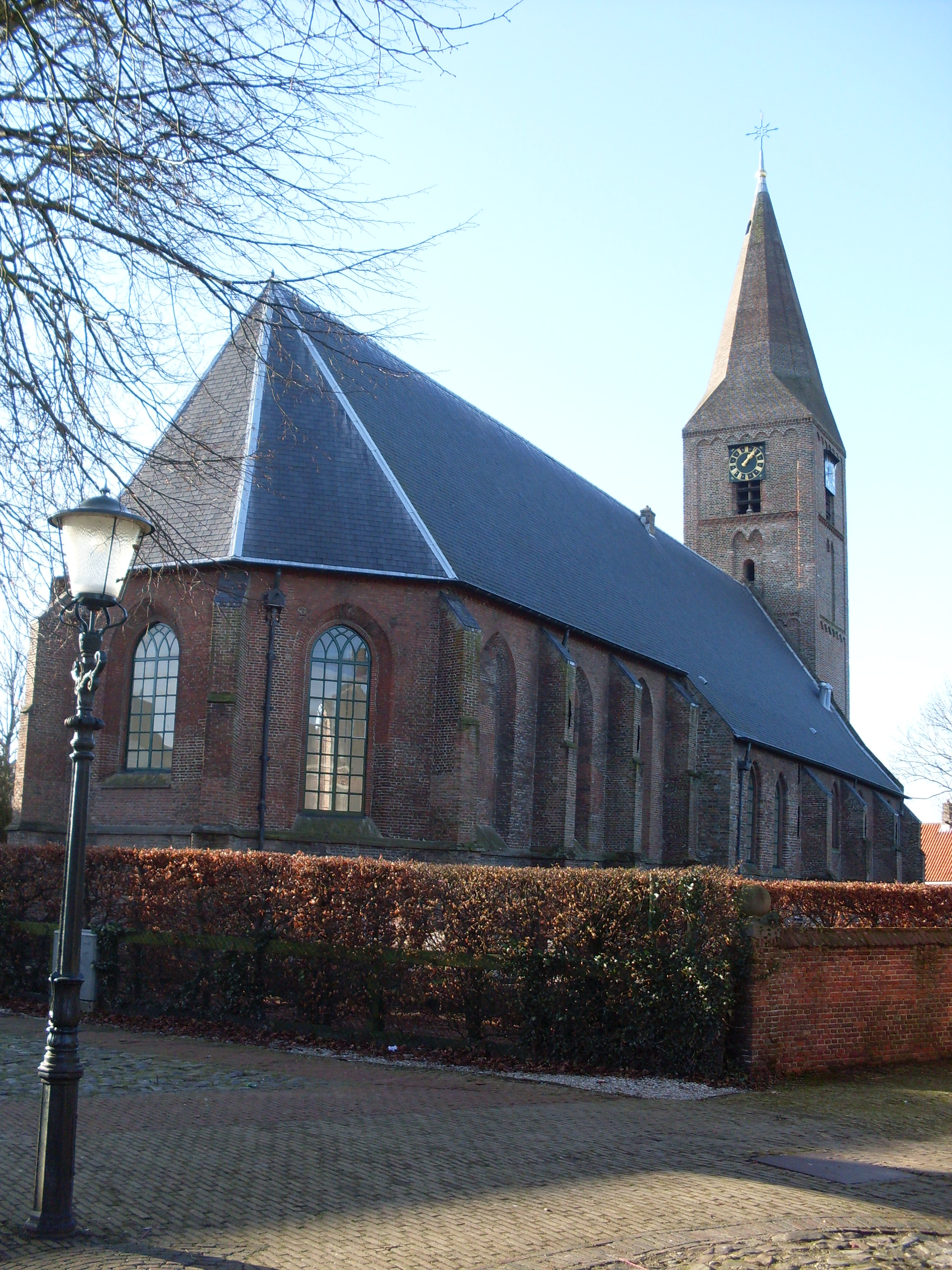
Hervormde kerk

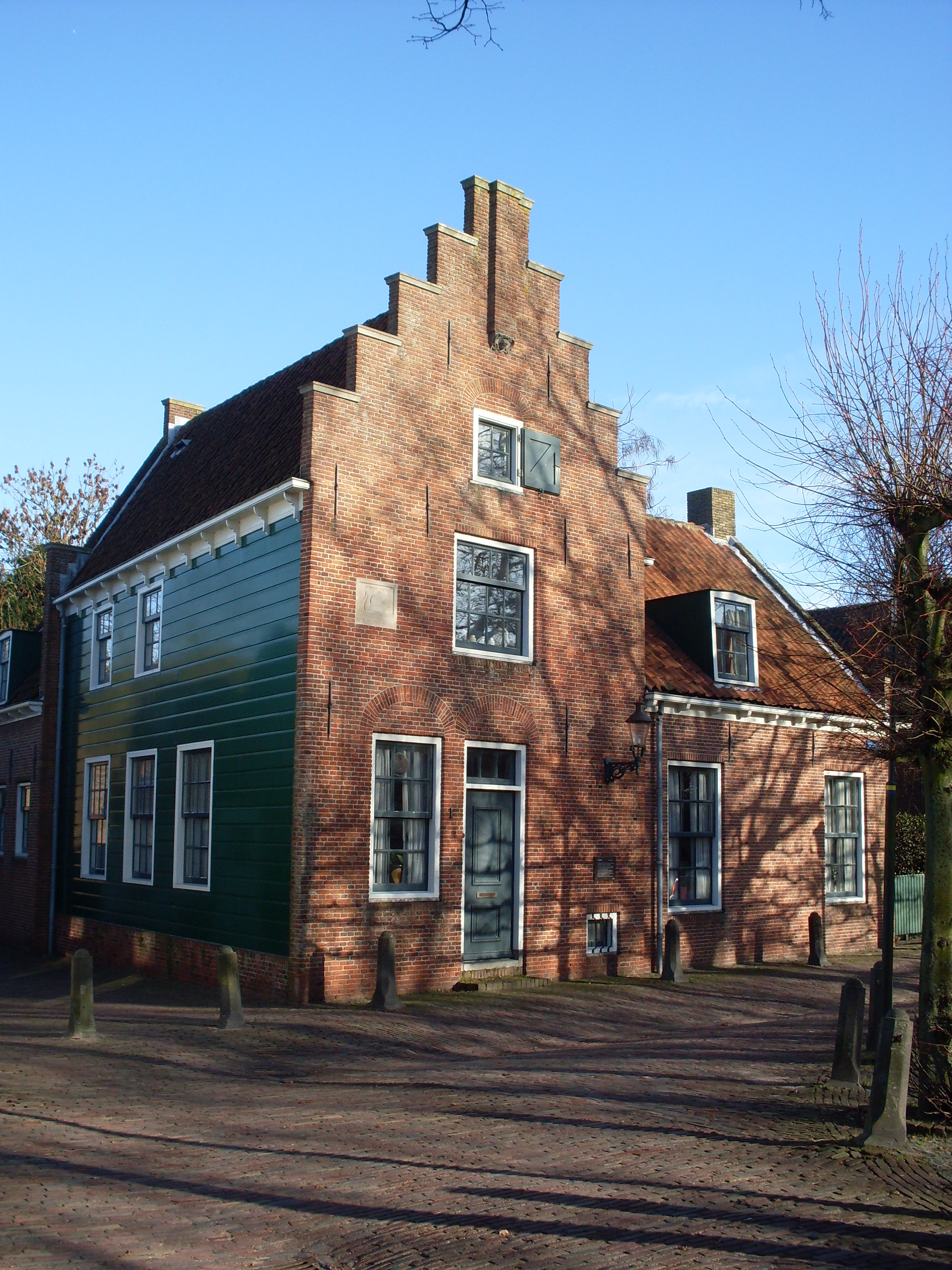
Huis De Swaen

Uitgeest (uitspraakⓘ) is een dorp en gemeente in de regio Kennemerland in de Nederlandse provincie Noord-Holland. De gemeente maakt deel uit van de samenwerkingsregio BUCH (Bergen, Uitgeest, Castricum, Heiloo). De gemeente telt 13.400 inwoners (22 november 2024, bron: CBS) en heeft een oppervlakte van 22,29 km² (waarvan 3,12 km² water).

## Bezienswaardigheden
Bezienswaardig in Uitgeest zijn de Nederlands-hervormde kerk met 14e-eeuwse toren en de rooms-katholieke kerk in neogotiek.
Rondom het dorp bevinden zich vijf molens: De Dog, De Kat, de Dorregeestermolen, de Tweede Broekermolen en de zaagmolen De Corneliszoon, de opvolger van de De Jonge Leeuw. Deze laatste bevindt zich aan de Lagendijk op het Industrieel Erfgoedpark 'De Hoop'.
Het Uitgeestermeer en Alkmaardermeer bieden uitgebreide mogelijkheden voor waterrecreanten en natuurliefhebbers. Aan de rand van het Uitgeestermeer bij Uitgeest is een jachthaven en zeilschool gevestigd. Uitgeest heeft een openluchtzwembad en diverse andere sportfaciliteiten.
Fort aan den Ham is een van de 42 forten van de Stelling van Amsterdam, een 19e-eeuwse defensielinie rond Amsterdam. Het fort, gelegen tussen Uitgeest en Krommenie, is geopend voor bezoekers op de laatste zondag van de maand van april t/m oktober.

## Verkeer en vervoer
Het treinstation van Uitgeest is in 2006 verbouwd en gemoderniseerd. Station Uitgeest is een belangrijk overstappunt: hier komen de spoorlijnen uit Amsterdam, Haarlem en Alkmaar samen. Vanaf station Uitgeest vertrekken (afhankelijk van het tijdstip en de dag) zes à tien treinen per uur. Tevens gaan er bussen naar Heemskerk en Beverwijk en naar Akersloot en Alkmaar.
Uitgeest ligt langs de snelweg A9. Recent zijn op de A9 tussen Uitgeest en Alkmaar spitsstroken aangelegd, waardoor het verkeer in beide richtingen bij drukte drie rijbanen tot haar beschikking heeft. Tevens loopt de provinciale weg N203 Alkmaar - Zaanstad door Uitgeest. Vanaf station Uitgeest loopt deze weg vrijwel in zijn geheel naar Zaandam parallel langs het spoor.
Vanaf Uitgeest is het ongeveer 30 minuten fietsen naar de stranden van Heemskerk en Bakkum.

## Geschiedenis

### Oudheid
Ooit bestond Uitgeest uit waddengebied, vanaf ca. 3000 v.Chr. ontstonden achter een keten van strandwallen, die zich uitstrekten vanaf de keileemhoogten van Wieringen en Texel tot de rotskust van Frankrijk. Deze strandwallen werden doorsneden door zeearmen en rivieren. Toen het waddengebied van de zee afgesloten raakte ontstond er veenvorming. Regelmatig drong de zee door de strandwallen het nieuwgevormde veen binnen. Hierdoor werd veel veen weer weggespoeld. Alleen de hoger gelegen delen werden gespaard. Bij het terugtrekken van de zee via afwateringsbeekjes werden de zandplaten goed zichtbaar. Op deze hoger gelegen delen vestigden de eerste bewoners van Uitgeest zich ca. 450 v.Chr. Veel van de hoger gelegen woonterpjes van omstreeks het begin van onze jaartelling zijn nog terug te vinden. Opgravingen hebben laten zien dat Uitgeest gedurende de gehele Romeinse tijd bewoond is gebleven.
Ook na de Romeinse tijd was Uitgeest nog bewoond, hoewel het bewonersaantal vanaf 250 sterk afnam. Door hogere waterstanden en slechte weersomstandigheden zou het gebied tot in de vroege middeleeuwen moeilijk bewoonbaar blijven.

### Middeleeuwen
Rond 700 ontstonden kleine agrarische gemeenschappen. Door bevolkingsgroei en betere weersomstandigheden kon het veengebied in de loop van de 10e eeuw worden ontgonnen. Ook moet er in de 8e of 9e eeuw een burcht in Uitgeest zijn geweest. Mogelijk was dit een nederzetting van Noormannen. De ligging van de burcht is door luchtverkenning en archeologisch onderzoek aangetoond. Later onderzoek heeft het bestaan ervan niet bevestigd.
Rond 1150 diende zich een nieuwe periode met hoge waterstanden aan. De zee kon weer in het pas ontgonnen veengebied binnendringen. Hierdoor ontstonden grote meren, waardoor veel land verloren ging. Toen zijn waarschijnlijk het Alkmaarder- en Uitgeestermeer ontstaan. Uit deze tijd dateren ook oude dijken waarmee de bewoners van Uitgeest zich tegen het water probeerden te beschermen.
Doordat het dorp aan open water kwam te liggen, kreeg het goede verbindingsmogelijkheden met het buitenwater. Hierdoor werd Uitgeest aan het einde van de Middeleeuwen een van de grootste dorpen in Kennemerland.
De oorlog tegen Spanje heeft in Uitgeest echter veel leed veroorzaakt. Op 16 januari 1573 werden circa zestig boeren gedood door de Spaanse cavalerie en werd het halve dorp platgebrand.

### Zeventiende eeuw
Na de Tachtigjarige Oorlog kon Uitgeest zich dankzij de gunstige ligging snel weer ontwikkelen tot een welvarend dorp, waar zowel de agrarische bedrijfstak als de nijverheid floreerde. Veel Uitgeesters verdienden hun brood in de zeevaart en de scheepvaart.
De 17e eeuw was voor Uitgeest een bloeitijd. Geld werd verdiend met de Oostzeehandel, haringvisserij en walvisvangst en in het dorp werden diverse industriewindmolens gebouwd zoals hennepkloppers, verf- , olie- en houtzaagmolens.

### Achttiende eeuw

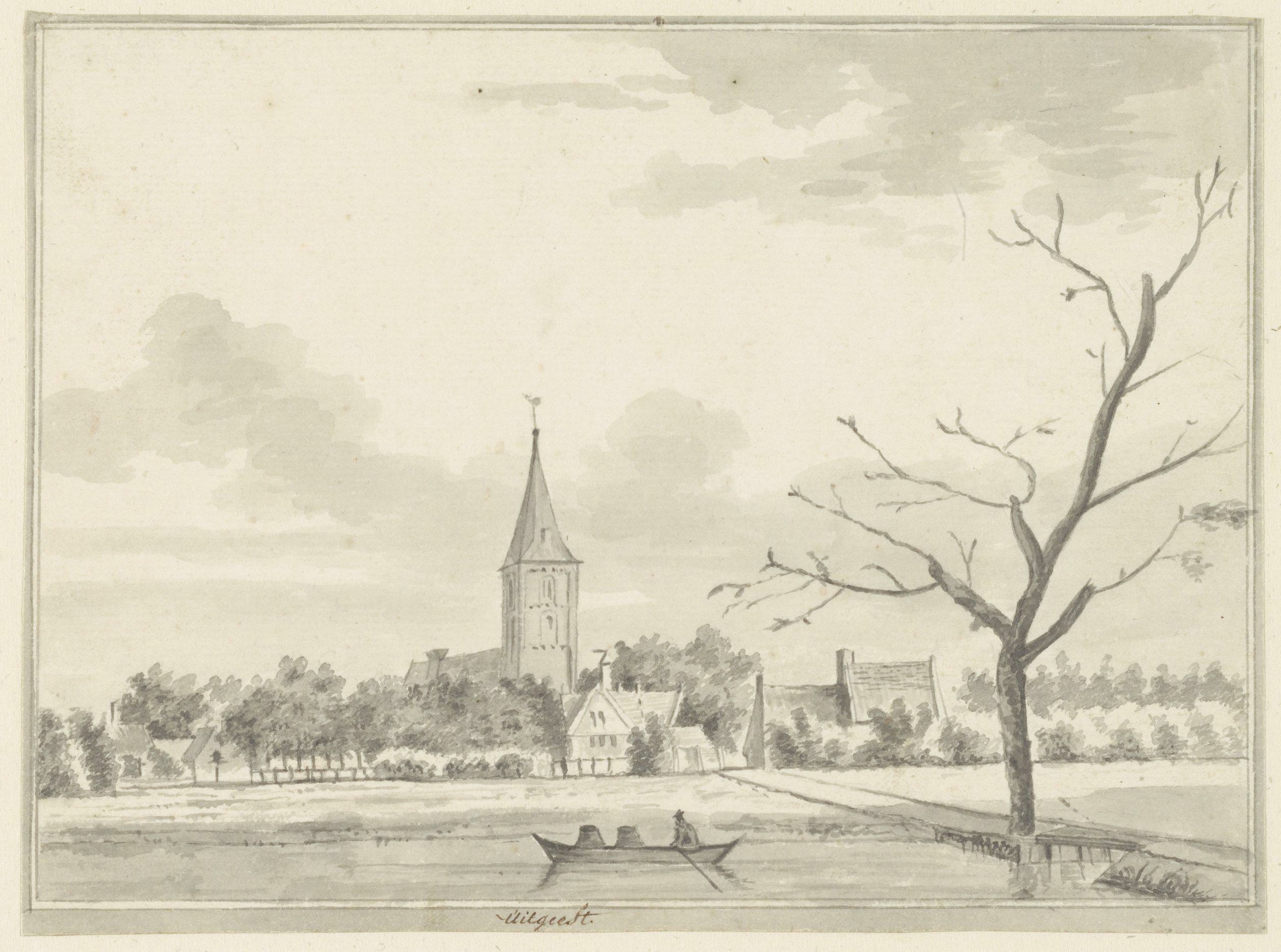
Uitgeest omstreeks 1780

De 18e eeuw was voor Uitgeest een periode van achteruitgang op vrijwel elk gebied. De nijverheid verdween grotendeels, alleen de rolrederij, het vervaardigen van zeildoek, kon zich nog enige tijd handhaven. Ook de agrarische bedrijfstak kreeg met grote tegenslagen te maken door lage prijzen voor de producten, veepest-epidemieën en hoge belastingen. Een en ander had uiteraard gevolgen voor het inwonertal. Woonden er in 1632 nog ruim 2.000 mensen in Uitgeest, in 1800 bedroeg dit aantal nog maar 1.000.

### Negentiende eeuw tot nu

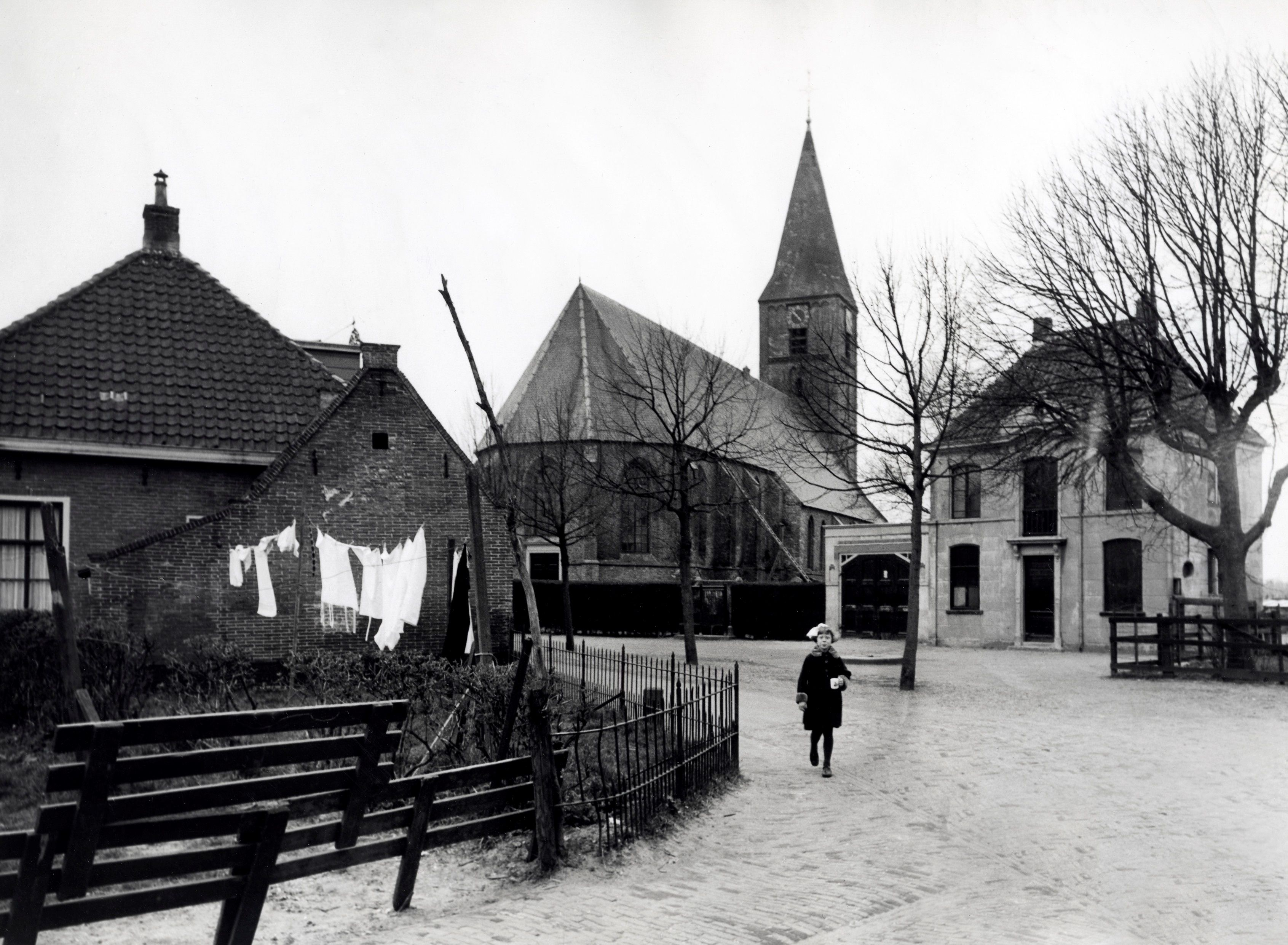
Uitgeest in 1929

Pas in de tweede helft van de 19e eeuw ging het weer beter met Uitgeest. Het kweken van bloembollen bleek hiervoor een belangrijke drijfveer. En na de aanleg van de spoorlijn Haarlem - Uitgeest in 1867 groeide de teelt nog sterker. De komst van de spoorwegen speelde ook een belangrijke rol in de vestiging van de Hollandse Melksuikerfabriek te Uitgeest. Door deze ontwikkelingen nam het inwonertal weer toe.
Aan het einde van de 19e eeuw werd weer het niveau gehaald van 1632, zo'n 2.000 personen. Rond 1940 was dit inwonertal verdubbeld. Ondanks het verdwijnen van de bloembollenteelt na de Tweede Wereldoorlog, groeide het dorp verder. Om het groeiende inwonertal te kunnen huisvesten werden nieuwbouwwijken als De Koog en De Kleis gebouwd. Op 1 januari 1993 werd Markenbinnen overgeheveld van Uitgeest naar de gemeente Graft-De Rijp. In november 2024 telde Uitgeest circa 5.250 woningen en 13.400 inwoners.

## Foto's molens

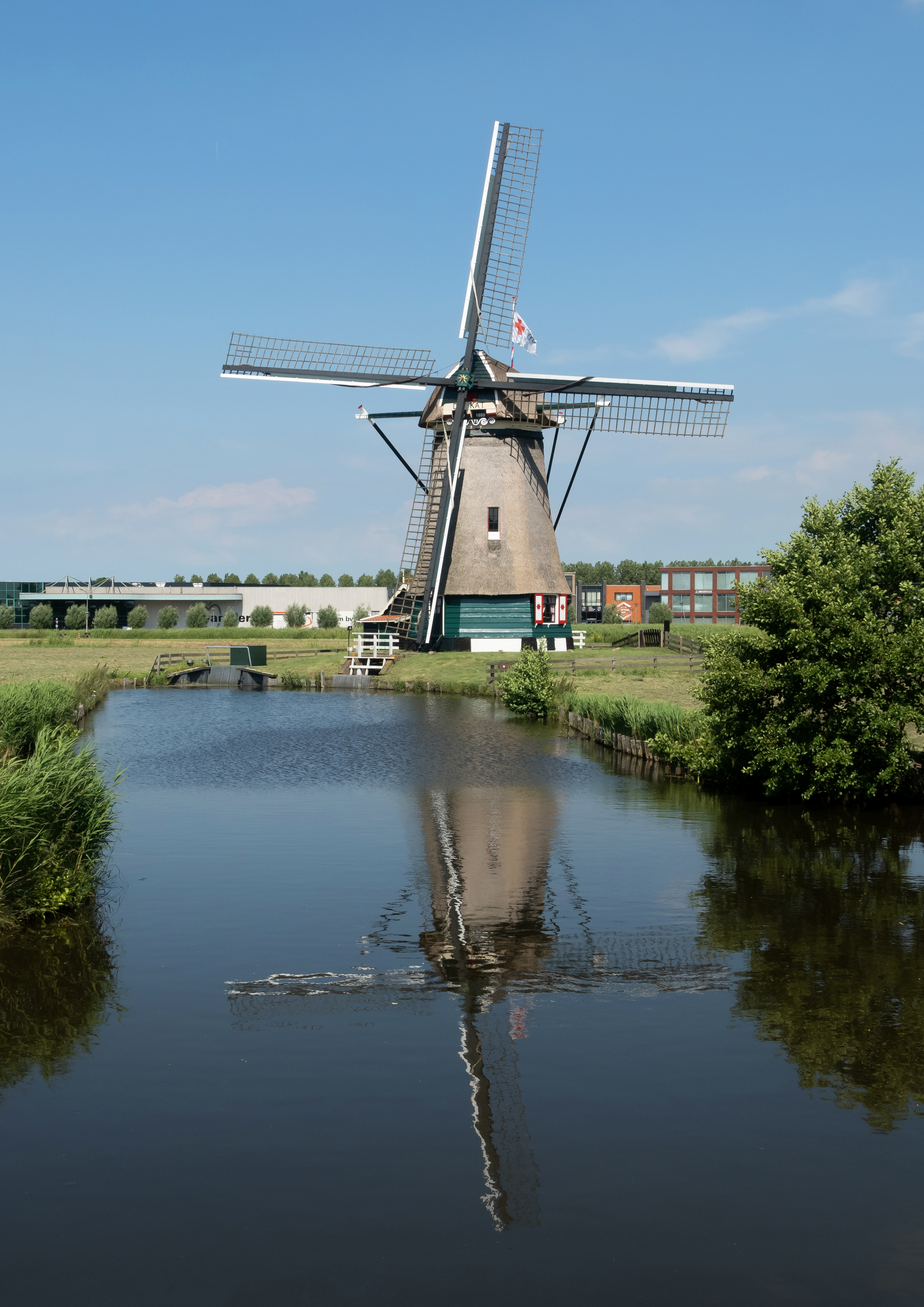
Windmolen De Kat
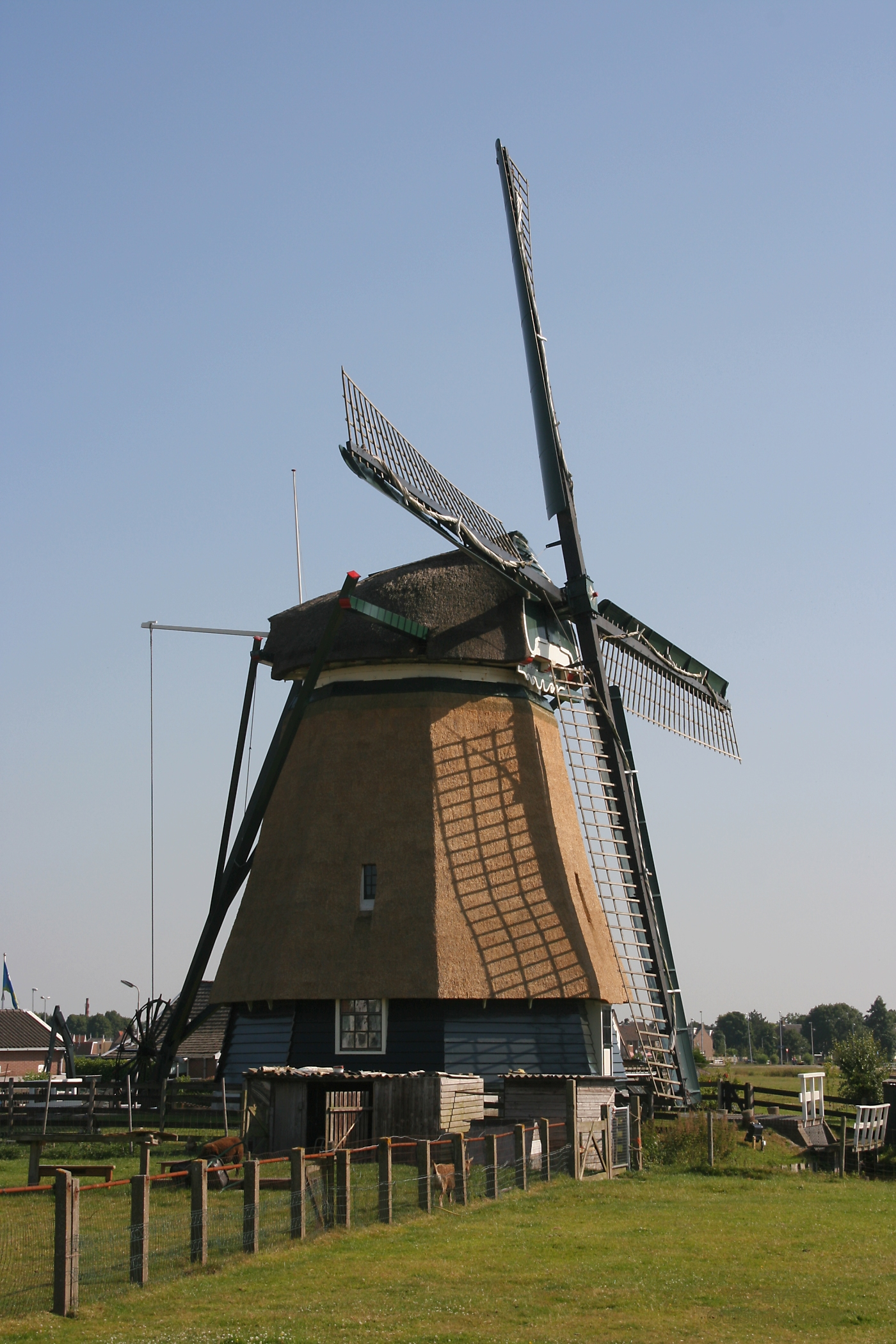
Molen De Dog
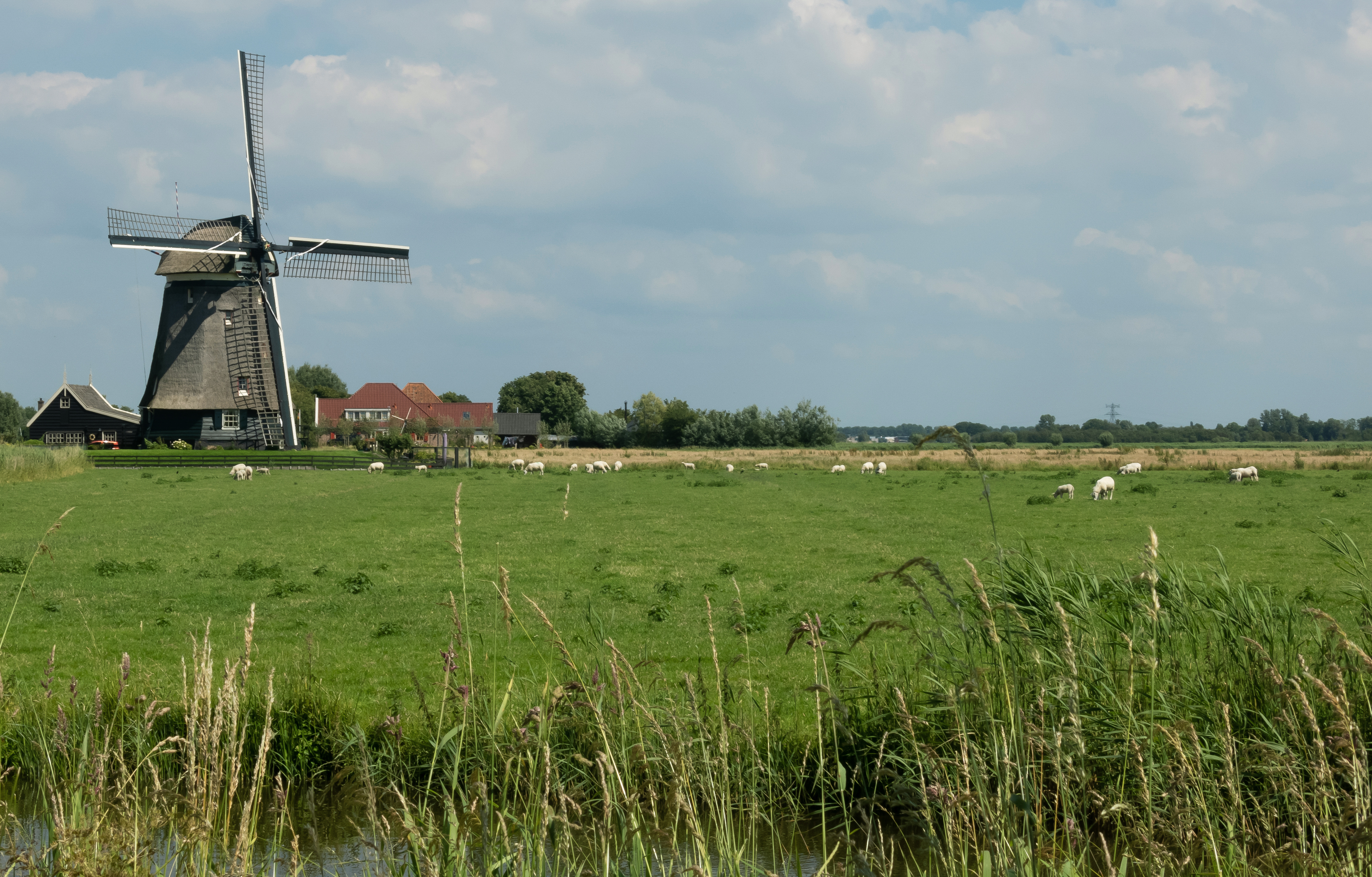
De Tweede Broekermolen
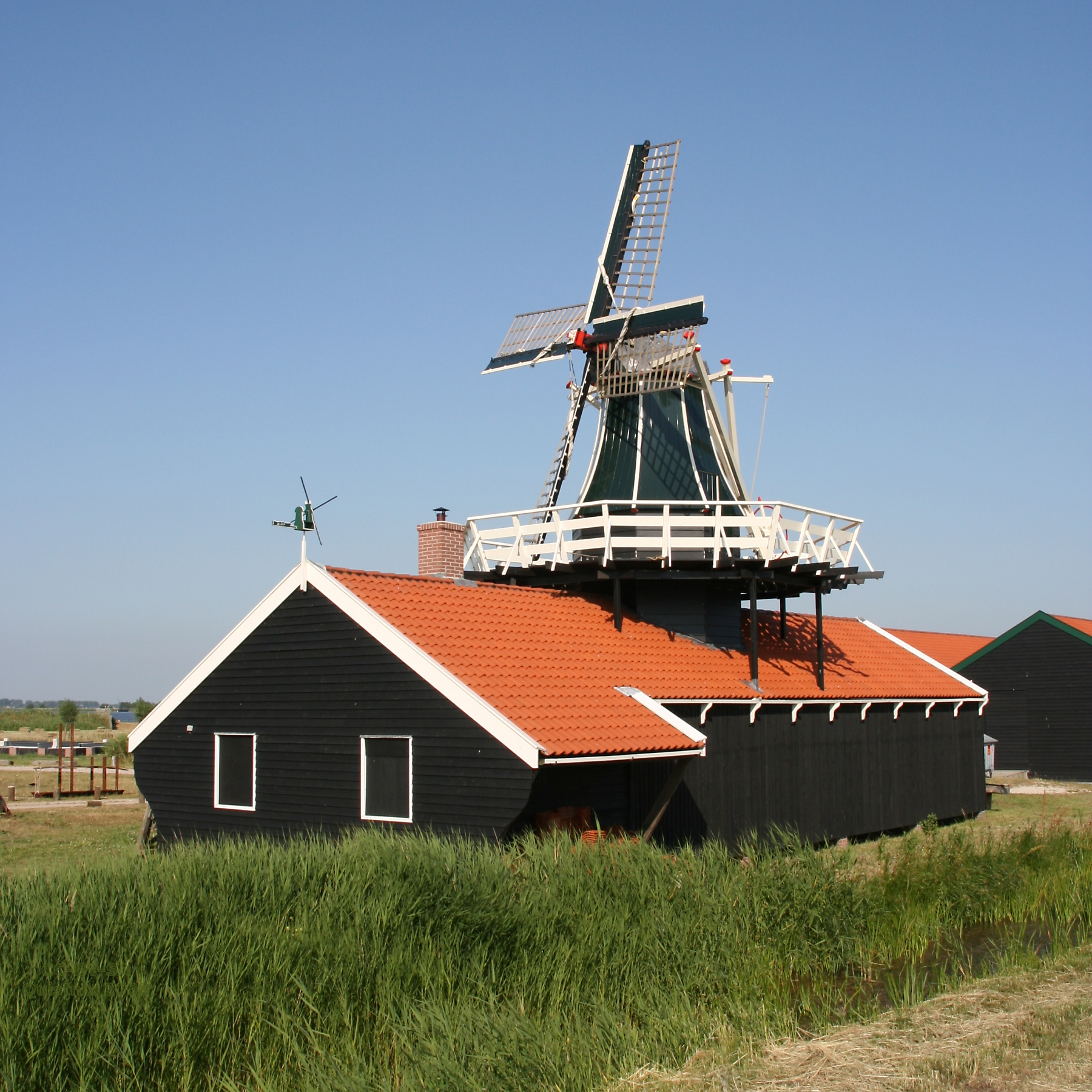
Molen De Jonge Leeuw

## Overige plaatsen binnen de gemeente
Dorpen/Gehuchten:
- Assum
- Limmerkoog

Buurtschappen:
- Busch en Dam (gedeeltelijk)
- Groot Dorregeest
- Klein Dorregeest (gedeeltelijk)

## Aangrenzende gemeenten
| Aangrenzende gemeenten | Aangrenzende gemeenten | Aangrenzende gemeenten | Aangrenzende gemeenten | Aangrenzende gemeenten |
| ---------------------- | ---------------------- | ---------------------- | ---------------------- | ---------------------- |
| Castricum              |                        |                        |                        | Alkmaar                |
|                        |                        |                        |                        |                        |
|                        | Zaanstad               |                        |                        |                        |
|                        |                        |                        |                        |                        |
| Heemskerk              |                        |                        |                        |                        |

## Regionale samenwerking
- Uitgeest is onderdeel van Metropoolregio Amsterdam. De regio telde volgens het CBS eind 2008 2,22 miljoen inwoners.
- Uitgeest is onderdeel van Midden-Kennemerland
- Uitgeest is onderdeel van BUCH

## Zetelverdeling gemeenteraad
De gemeenteraad van Uitgeest bestaat uit 15 zetels. Hieronder staat de samenstelling van de gemeenteraad sinds 1998:
| Gemeenteraadszetels     | Gemeenteraadszetels | Gemeenteraadszetels | Gemeenteraadszetels | Gemeenteraadszetels | Gemeenteraadszetels | Gemeenteraadszetels | Gemeenteraadszetels |
| Partij                  | 1998                | 2002                | 2006                | 2010                | 2014                | 2018                | 2022                |
| ----------------------- | ------------------- | ------------------- | ------------------- | ------------------- | ------------------- | ------------------- | ------------------- |
| P.U.                    | 4                   | 4                   | 4                   | 4                   | 4                   | 6                   | 4                   |
| D66                     | 2                   | 1                   | 1                   | 3                   | 2                   | 2                   | 2                   |
| CDA                     | 3                   | 3                   | 3                   | 2                   | 2                   | 1                   | 2                   |
| Uitgeest Lokaal         | -                   | -                   | -                   | -                   | 2                   | 2                   | 2                   |
| VVD                     | 3                   | 2                   | 2                   | 2                   | 2                   | 2                   | 2                   |
| PvdA                    | 3                   | 2                   | 3                   | 2                   | 1                   | 1                   | 2                   |
| Uitgeester Vrije Partij | -                   | -                   | 3                   | 2                   | 2                   | 1                   | 1                   |
| Totaal                  | 15                  | 15                  | 15                  | 15                  | 15                  | 15                  | 15                  |

## Monumenten
In de gemeente zijn er een aantal rijksmonumenten en oorlogsmonumenten, zie:
- Lijst van rijksmonumenten in Uitgeest
- Lijst van oorlogsmonumenten in Uitgeest

## Kunst in de openbare ruimte
In de gemeente Uitgeest zijn diverse beelden, sculpturen en objecten geplaatst in de openbare ruimte, zie:
- Lijst van beelden in Uitgeest

## Geboren in Uitgeest
- Cornelis Corneliszoon van Uitgeest (1550-1607), uitvinder van de houtzaagmolen
- Jaap Knol (1896-1975), atleet
- Jan Brasser (1908-1991), verzetsstrijder
- Dick Vlottes (1932-2022), striptekenaar
- Jaap Gutker (1935-2022), politicus
- Chiel Montagne (1944-2025), televisiepresentator
- Theo Vonk (1947), ex-voetballer, voetbaltrainer
- Jakob Klaasse (1948), musicus
- Rineke Hollemans (1950), kunstenares
- Peter Smit (1952), auteur
- Patrick Rasch (1968), voormalig wielrenner
- Peter Baltus (1972), powerlifter
- Niels Kokmeijer (1977), voormalig voetballer
- Thijs Sluijter (1980), voetballer
- Lisanne Soemanta (1987), voormalig langebaanschaatsster
- Merijn Scholte-Albers (1989), filmregisseur, Gouden Kalf winnaar
- Ferdy Druijf (1998), voetballer
- Niels Zonneveld (1998), darter
- Wessel Nijman (2000), darter
- Fedde de Jong (2003), voetballer
- Femke Liefting (2005), voetbalster
- Tess Tiebie (2006), voetbalster

## Sportverenigingen
- Uitgeester Schaakgenootschap Lasker, schaakvereniging
- Tennisvereniging De Dog, tennisvereniging
- FC Uitgeest, voetbalvereniging
- TCU, tennisvereniging
- Het Uitgeestermeer, zeilvereniging
- MHC Uitgeest, hockeyvereniging
- K.V. Stormvogels, korfbalvereniging
- DV Uitgeest, dartvereniging
- v.v. Voluit, volleybalvereniging
- IJsclub Uitgeest, schaatsvereniging
- Unitas Uitgeest, gymnastiekvereniging
- Lake City Players Uitgeest, basketbalvereniging
- TTAZ, tafeltennisvereniging